# Herb gminy Chotcza
Herb gminy Chotcza – jeden z symboli gminy Chotcza, ustanowiony 7 marca 2014.

## Wygląd i symbolika
Herb przedstawia na tarczy w polu błękitną rzekę (pas falisty) w połowie tarczy na sześciu równych słupach czarnych i srebrnych – (na Nabramie – godle szlacheckiego herbu Choteckich).